# V.E.N.I
V.E.N.I – pierwszy studyjny album polskiego zespołu rockowego Leash Eye zarejestrowany w studiu Kokszoman w Warszawie. W nagraniu gościnny udział wzięli Michał Łapaj (Riverside), Krzysztof  „Chryste” Rzetecki (Gortal) oraz Tomasz Hinzman.

## Lista utworów
1. „Zraniony Ptak” (muz. Wojtkowski, Kowalski, Gruszka, Pańczyk, sł. Gruszka) - 3:49
2. „Sztorm” (muz. Wojtkowski, Kowalski, Gruszka, Pańczyk, sł. Gruszka) - 3:50
3. „Jeszcze Nie” (muz. Wojtkowski, Kowalski, Gruszka, Pańczyk, sł. Gruszka) - 4:43
4. „Strach” (muz. Wojtkowski, Kowalski, Gruszka, Pańczyk, sł. Gruszka) - 4:31
5. „Tron” (muz. Wojtkowski, Kowalski, Gruszka, Pańczyk, sł. Gruszka) - 6:30
6. „Nie Po To” (muz. Wojtkowski, Kowalski, Gruszka, Pańczyk, sł. Gruszka) - 5:05
7. „The Nightmover” (muz. Wojtkowski, Kowalski, Gruszka, Pańczyk, sł. Pańczyk) - 6:03
8. „B.A.D” (muz. Wojtkowski, Kowalski, Gruszka, Pańczyk, sł. Pańczyk) - 8:15

## Twórcy
| - Piotr Wojtkowski – perkusja - Marek „Marecki” Kowalski – gitara basowa - Arkadiusz „Opath” Gruszka – gitara - Sebastian „Seb” Pańczyk – śpiew - Michał Łapaj – instrumenty klawiszowe - Krzysztof „Chryste” Rzetecki – gitara | - Tomasz Hinzman - harmonijka ustna - Maciej Miechowicz - inżynieria dźwięku - Marek Bereszczyński - inżynieria dźwięku - Jacek Miłaszewski - mastering - Maciej Cobel - okładka, oprawa graficzna - Łukasz Liszko - okładka, oprawa graficzna |